# استيفاء هيرميت

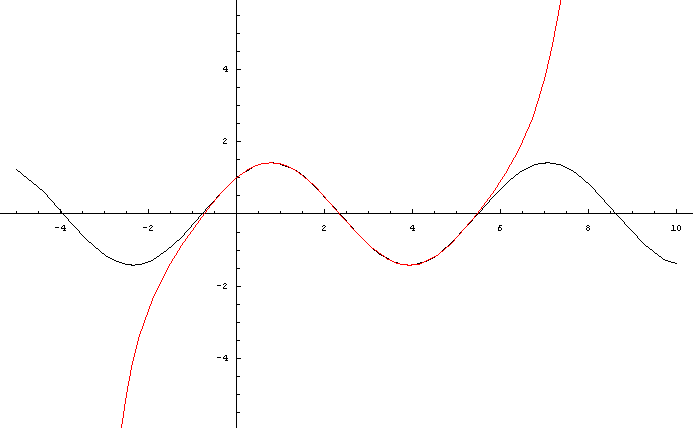
الدالة (باللون الأسود) واستيفائها متعدد الحدود (باللون الأحمر) محسوبا باستخدام 5 نقاط في الفترة أنشأت الصورة ببرنامج ماثماتيكا

في التحليل العددي، استيفاء هيرميت (بالإنجليزية: Hermite interpolation)‏ هو طريقة مستمدة من الاستيفاء المعتمد على متعددات الحدود. يعمم هذا الاستيفاء متعدد حدود لاغرانج. سمي هكذا نسبة إلى عالم الرياضيات الفرنسي شارل آرميت.

## المعضلة
{\displaystyle {\begin{matrix}(x_{0},y_{0}),&(x_{1},y_{1}),&\ldots ,&(x_{n-1},y_{n-1}),\\(x_{0},y_{0}'),&(x_{1},y_{1}'),&\ldots ,&(x_{n-1},y_{n-1}'),\\\vdots &\vdots &&\vdots \\(x_{0},y_{0}^{(m)}),&(x_{1},y_{1}^{(m)}),&\ldots ,&(x_{n-1},y_{n-1}^{(m)})\end{matrix}}}